# Dance Dance Revolution SuperNova
Dance Dance Revolution SuperNova est un jeu vidéo de rythme sorti en 2006 aux arcades, et en 2007 sur PlayStation 2.